# Kárffy Ödön
Kárffy Ödön, Kárffy Ödön Emil Adolf (Buda, 1859. február 22. – Budapest, 1920. március 3.) levéltáros, történész.

## Élete
Kárffy Titusz miniszteri tanácsos és Lenhossék Lujza fia. 1859. március 8-án keresztelték a budavári római katolikus plébánián. Egy 1911-es értékelés szerint kezei lebénultak.
Krommer Ferenc nyugdíjbavonulásával, 1899-ben kezelő igazgatóvá nevezték ki. 1904-ben Óváry Lipót kinevezését követően, mindenki előrelépett a ranglétrán, így levéltári fogalmazó lett, és még 1904-ben javasolták és 1905-ben országos allevéltárnokká nevezték ki. Halálát gyomorfekély okozta. Felesége Körösi Ilona volt, akivel 1894 májusában kötött házasságot a Jézus szent szivéről nevezett templomban.
A Hadtörténelmi Közleményekben és a Magyar Gazdaságtörténelmi Szemlében jelentek meg írásai.

## Művei
- 1883 Specimina inscriptionum metricorum. Budapest.
- 1887 A boldogulás útja. (Samuel Smiles - Hugo Schramm-Macdonald)
- 1901 A nagybányai esztergályosok czéhszabályai, 1716. Magyar Gazdaságtörténelmi Szemle 8, 212-219.
- 1901 Sztrecsény vár udvarbírájának utasítása 1640 körül. Magyar Gazdaságtörténelmi Szemle 8, 219-224.
- 1901 Utasítás 1552-ből a pozsonyi királyi várépületről. Magyar Gazdaságtörténelmi Szemle 8/8-9, 416-418.
- 1901 Az ecsedi udvarbíró elleni vizsgálat utasítása. 1615. Turul 1901/1.
- 1901 A Csicsery család levéltára. Történelmi Tár.
- 1901 Kassa város tüzérségi felszerelése. Történelmi Tár 1901, 121-126.
- 1902 Kassa város fegyvertárának összeírása, 1650. Történelmi Tár 1902, 453-461.
- 1903 A király szava. Uránia 4.
- 1903 Nagybányai bányászati és pénzverő utasítás 1680-ból. Magyar Gazdaságtörténelmi Szemle 10.
- 1905 Palota vár kapitányának szóló, 1576-ban kelt királyi utasitás. Történelmi Tár.
- 1905 Adatok a tized történetéhez (1583-1647). Magyar Gazdaságtörténelmi Szemle.
- 1905 A szécsi kerület gabona tizedszedőinek utasítása 1621-ből. Magyar Gazdaságtörténelmi Szemle.
- 1910 Adatok Buda történetéhez, 1540. Hadtörténelmi Közlemények 11, 307-313.
- 1910 Gróf Nádasdy Ferencz meghívója a Lékán építendő családi sírbolt és templom alapkőletételére 1656. TT ÚF 11.
- 1910 Székesfehérvár capitulációja. Hadtörténeti Közlemények 11, 499-500.
- 1910 Levelek a hódoltság korából, 1555. Hadtörténeti Közlemények 11, 612-614.
- 1911 Hazun budai bég Magyar Bálint kapitányt daliás párviadalra hívja. 1555. Hadtörténeti Közlemények 12, 367-368.
- 1911 Ostrosics Miklós hadijelentése a pozsonyi kamarához. 1536 jul. 5. Hadtörténeti Közlemények 12, 474-476.
- 1911 László és Farkas vajdák folyamodványa naszádos szolgálatért. 1552. Hadtörténeti Közlemények 12, 595-596.
- 1911 Zay Ferencz két szolnoki kémet kapitányságra ajánl. (1552, márczius 24.) Hadtörténeti Közlemények 12, 597-598.
- 1911 Az erdélyi rendek 1550-iki levele Szulejmán szultánhoz.
- 1912 Esztergom 1532-iki ostromához. Hadtörténelmi Közlemények 13, 93-103.
- 1912 Trencsén megye jelenti a pozsonyi kamarának, hogy maga részéről békét akar kötni Podmaniczkyval 1534. Hadtörténelmi Közlemények 13, 131-133.
- 1912 Kaczianer János főkapitány Trencsén vármegye előbbi jelentése tárgyában a kamarához ír. 1534 febr. 8. Hadtörténelmi Közlemények 13, 134-135.
- 1912 Buda 1541-iki ostromához. Hadtörténelmi Közlemények 13, 305-306.
- 1912 Dobó István a pozsonyi kamarának jelenti a töröknek Eger ellen való készülését. 1549 márczius 11. Hadtörténelmi Közlemények 13, 306-308.
- 1912 Magyarok a lepantói csatában 1571-ben. Hadtörténelmi Közlemények 13, 308-309.
- 1912 Hírek a kanizsai török rabokról. 1563-1567. Hadtörténelmi Közlemények 13, 473-475.
- 1912 Nagyvárad 1556-ik évi ostromához. Hadtörténelmi Közlemények 13, 643-644.
- 1912 Lengyeltóti István Szigliget várát Rajka birtokért cserében felajánlja a királynak. (1588 szept. 13.) Hadtörténelmi Közlemények 13, 644-645.
- 1913 Egy 1531-iki jelentés az esztergomi állapotokról. Hadtörténelmi Közlemények 14, 147-149.
- 1914 Megbizottak jelentése Árva vára állapotáról. (1557 okt. 24.). Hadtörténelmi Közlemények 15, 148-155.
- 1914 Levéltári kutatások K. Csoma Sándor életéhez. Akadémiai Értesítő.
- 1916 Levelek a török hódoltság korából (1559, 1660, 1669 és 1684). Hadtörténelmi Közlemények
- 1916 Tollkötő Albert, a szatmári hős (1562). Hadtörténelmi Közlemények
- 1916 Adalék az 1601-iki hadi eseményekhez. Hadtörténelmi Közlemények
- 1916 Kászon basa levele Miskolcz városához (1663). Hadtörténelmi Közlemények
- 1916 Jelentés Báthory Zsigmond vereségéről a Meszes-hegyen (1601). Hadtörténelmi Közlemények
- 1916 Hamzabek János levele a jolsvai és rátkai biróhoz (16. század). Hadtörténelmi Közlemények
- 1916 Egervár leltára (1558). Hadtörténelmi Közlemények
- 1921 Az észak-nyugati végvárak megvizsgálására kiküldött bizottság jelentése (1612. augusztus 20.). HK 1919-1921.
- Adatok Dobó István életéhez. Történelmi Tár.